# ديسبورتيفو تروفينسي
نادي تروفينسي الرياضي، (بالبرتغالية: Clube Desportivo Trofense‏) المعروف باسم تروفينسي، هو نادٍ برتغالي لكرة القدم مقره في تروفا، البرتغال. تأسس في عام 1930 ، وهي تلعب في دوري الدرجة الصانية البرتغالي ليغا برو، ويقيم مبارياته في ملعب نادي تروفينسي الرياضي، بسعة 5074 متفرجًا.

## الإنجازات
- ليغا برو : 2007–08
- بطولة البرتغال: 2020-21
- الدوري البرتغالي الدرجة الثالثة: 1991-1992